# Vladimír Sís (režisér)
Vladimír Sís (7. července 1925 Brno – 7. září 2001 Praha) byl český scenárista a režisér.
Do povědomí českých filmových diváků se zapsal především jako režisér filmového přepisu původní divadelní hry Divadla na provázku Balada pro banditu s Miroslavem Donutilem a Ivou Bittovou v hlavních rolích a jako režisér dvou hudebních filmů inspirovaných hrami divadla Semafor Jonáš a Melicharová a Jonáš II. aneb Jak je důležité míti Melicharovou s Jiřím Suchým a Jitkou Molavcovou v hlavních rolích.
Jednalo se o filmaře, který začínal pracovat ve Zlíně u Bati. Po absolutoriu uměleckoprůmyslové školy začínal ve Zlíně v tamních trikových studiích, později působil jako významný český dokumentarista nejprve v Brně, později v Československém armádním filmu, posléze v Československé televizi. Natočil celou řadu dokumentárních snímků v Číně, Tibetu, Indonésii, Řecku i jinde, dokumentární filmy tvořily hlavní těžiště jeho filmové tvorby. Svých dokumentaristických schopností a zkušeností ale uměl velmi dobře využít právě pro filmové přepisy dramatických děl či hudebně dramatických divadelních žánrů. V mnoha jeho hraných filmech používal postupy známé z dokumentaristické praxe, často zde používal různé filmové triky a dotáčky, vytvořil i několik významných střihových filmů.
Byl otcem spisovatele, ilustrátora a grafika Petra Síse a filmařů Hany Fišárkové (nar. 1950, Brno) a Davida Síse (nar. 1962, Praha).
Měl bratra Radoslava Síse, který působil jako basketbalista.  

## Filmografie, výběr

### Film
- 1954 Cesta vede do Tibetu, dokumentární film, kamera: Josef Vaniš, 60 minut[1] Film získal v roce 1956 čestné uznání na filmovém festivalu v Benátkách, ale z českých kin byl stažen a nesměl se promítat.[2]

- 1960 U nás v Mechově
- 1962 Akce Kalimantan
- 1967 Jiný malý princ
- 1967 Piknik (adaptace stejnojmenné divadelní hry Ladislava Smočka z roku 1965)
- 1970 Muž, který rozdával smích
- 1972 Zpívající film
- 1978 Balada pro banditu (Divadlo Husa na provázku)
- 1980 Blues pro EFB
- 1981 Poslední leč (Divadlo Husa na provázku)
- 1984 Barrandovské nocturno aneb jak film tančil a zpíval
- 1985 Sen noci ... (brněnský balet)
- 1986 Jonáš a Melicharová (Divadlo Semafor)
- 1988 Jonáš II. aneb Jak je důležité míti Melicharovou (Divadlo Semafor)

### Televize
- 1967 Piknik (Činoherní klub, záznam představení Ladislava Smočka)[zdroj⁠?!]
- 1991 Třesk (TV film, komedie)